# Pułap
Pułap – maksymalna wysokość, jaką jest w stanie osiągnąć statek powietrzny.
- Pułap praktyczny – wysokość, na której dany statek powietrzny w danych warunkach dysponuje jeszcze pewną niewielką prędkością wznoszenia; najczęściej przyjmowana jest tu prędkość wznoszenia 0,5 m/s.

- Pułap teoretyczny – wysokość, na której ustalona prędkość wznoszenia oraz nadmiar mocy są równe zero. Pułap ten jest w praktyce nieosiągalny, gdyż czas wznoszenia byłby równy nieskończoności.

- Pułap dynamiczny (kinetyczny, balistyczny) – wysokość osiągana przez statek powietrzny dzięki wykorzystaniu zapasu energii kinetycznej w locie poziomym. Nadwyżka tej energii jest zamieniana na energię potencjalną kosztem równoczesnego zmniejszania prędkości lotu. Po zmniejszeniu prędkości do prędkości optymalnej samolot zmniejsza wysokość lotu do poziomu pułapu praktycznego.

Potoczne określenie pułap lotu, jako synonim wysokości lotu, czyli wysokości na jakiej znajduje się statek powietrzny, jest niepoprawne.